# شرلی جکسون
شرلی جکسون (انگلیسی: Shirley Ann Jackson؛ زادهٔ ۵ اوت ۱۹۴۶) سیاست‌مدار اهل ایالات متحده آمریکا است. او فیزیک‌دان و هجدهمین رئیس موسسه پلی تکنیک رنسلیر است. جکسون اولین زن سیاهپوست آمریکایی آفریقایی است که از موسسه فناوری ماساچوست فارغ‌التحصیل شده‌است. وی دومین زن سیاه‌پوستی است که دارای دکترای فیزیک است.
وی همچنین برندهٔ جوایزی همچون نشان ملی علوم و جایزه ونیوار بوش شده‌است.